# Вазов, Владимир
Владими́р Минчев Ва́зов (14 мая 1868, Сопот — 20 мая 1945, село Рибарица, Тетевен) — болгарский военачальник, генерал-лейтенант (1920 год).

## Семья
Родился в семье купца Минчо Вазова. Его братьями были писатель Иван Вазов и генерал Георги Вазов. Был женат на Маре Горановой, в семье было трое сыновей. Первые двое — Георги (химик) и Иван (адвокат) — были названы в честь братьев. Третий носил отцовское имя Владимир и также стал офицером.

## Образование
Окончил гимназию в Пловдиве (1886 год), Военное училище в Софии (1887 год), прошёл стажировку в Эссене (Германия). Окончил Стрелковую артиллерийскую школу в Царском Селе в России (1903 год), курс скорострельных орудий во Франции.

## Военная служба
С 1888 года служил в 5-м артиллерийском полку в Шумене, с 1891 года — адъютант во 2-м артиллерийском полку, в 1893 году входил в состав комиссии по приёму новой артиллерийской материальной части. С 1893 года — командир батареи в 5-м артиллерийском полку, с 1896 года — на той же должности в 4-м артиллерийском полку в Софии.
В 1904 году был членом специальной комиссии, занимавшейся выбором скорострельных орудий для болгарской артиллерии и участвовавшей в сравнительных испытаниях в Германии и Франции. С 1904 года — командир отделения в 8-м артиллерийском полку. С 1906 года — помощник начальника вновь созданной Артиллерийской школы и начальник строевого и хозяйственного отделения в Артиллерийской инспекции. С 1909 года — вновь командир отделения в 8-м, а с 1910 года — в 5-м артиллерийском полку.

### Участие в Балканских войнах
В 1912—1913 годах — командир 4-го скорострельного артиллерийского полка в составе 1-й Софийской дивизии. В этой должности участвовал в Первой и Второй Балканских войнах.
Во время Первой Балканской войны сражался в победном для болгарских войск бою при Гечкенли (9 октября 1912 года) — по воспоминаниям командира Софийской дивизии генерала Стефана Тошева, тогда «артиллерия могущественно покровительствовала» неудержимому напору болгар. Затем принял участие во взятии Люлебургаса (17 и 18 октября), а также в штурме укреплённой Чаталджанской позиции(4 и 5 ноября), которую болгарам взять не удалось.
Во время Второй Балканской войны участвовал в боях между Царибродом и Пиротом, при Бубляке, Дренова главе и Градомане.
После окончания войны, в 1913 году, вновь был начальником строевого и хозяйственного отделения в Артиллерийской инспекции.

### Участие в Первой мировой войне
С 1915 года — командир 5-й артиллерийской бригады. Участник Первой мировой войны, в ноябре 1915 года был тяжело ранен.
С марта 1916 года — командир 1-й пехотной бригады 5-й пехотной дивизии. С марта 1917 года — командир 9-й Плевенской пехотной дивизии в составе 1-й армии, сменил генерала Стефана Нерезова. Эта дивизия с 1916 года занимала участок фронта от реки Вардар до Дойранского озера. Под руководством и при самом активном участии полковника Владимира Вазова здесь был создан глубоко эшелонированный оборонительный район, при этом командир дивизии использовал советы своего брата, генерала и военного инженера Георги Вазова. В апреле — мае 1917 года болгарские войска успешно защитили эти позиции от наступавших британских войск. С 22 по 26 апреля болгарские позиции выдержали мощную артиллерийскую подготовку, в которой участвовали 86 тяжёлых и 74 полевых орудия, выпустившие в общей сложности 100 тысяч снарядов. Атака 8 — 9 мая завершилась неудачей, с большими потерями для британцев. За отличие 20 мая 1917 года Владимир Вазов был произведён в генерал-майоры.
Наибольшую известность получили успешные действия войск генерала Вазова в битве при Дойране — боевых действиях 16, 17 и 18 сентября 1918 года, когда укреплённую позицию болгар, имевшую большое стратегическое значение, штурмовали 3 английские дивизии, 2 французские дивизии, одна греческая тяжёлая артиллерийская бригада и один греческий конный полк. Таким образом, перевес войск стран Антанты носил многократный характер, к тому же в Болгарии резко выросли антивоенные настроения. В этой крайне неблагоприятной ситуации болгарские войска смогли удержать позицию, несмотря на использование противником боевых отравляющих веществ. После ожесточённого боя войска Антанты отступили, потеряв свыше 10 тысяч человек. Успешная оборона Дойранской позиции позволила болгарской стороне избежать полной военной катастрофы, хотя условия перемирия и оказались для неё весьма тяжёлыми.
После подписания 29 сентября 1918 года Салоникского перемирия генерал Владимир Вазов был начальником 9-й дивизионной области (Плевен), а в 1919 году — начальником 2-й военно-инспекционной области (Пловдив). С августа 1919 года он являлся инспектором артиллерии, а 24 февраля 1920 года ушёл в запас.

## Гражданская деятельность
В 1920—1921 и 1924—1930 годах генерал Вазов был председателем Союза офицеров запаса (являлся первым руководителем этой организации), входил в состав центрального правления Союза. В октябре 1923 года был избран в руководство комитета «Народная признательность», занимавшегося помощь жертвам «коммунистического мятежа» (восстания коммунистов в сентябре того же года). В 1925 году был тяжело ранен при взрыве, организованном коммунистами в соборе Святой Недели.
С 7 апреля 1926 по 14 марта 1932 года был кметом (мэром) Софии. В этот период была реорганизована пожарная часть, созданы рыльский и витошский водопроводы, расширена городская электрическая сеть, усовершенствована транспортная система. София стала одной из самых зелёных столиц Европы.
В 1936 году генерал Вазов посетил Великобританию по приглашению организации Британский легион, которая с большим уважением отнеслась к бывшему противнику, оказав ему почести.
Автор дневника, часть которого опубликована в 1992 году.

## Звания
- С 27 апреля 1887 — подпоручик.
- С 18 мая 1890 — поручик.
- С 2 августа 1894 — капитан.
- С 1 января 1903 — майор.
- С 31 декабря 1906 — подполковник.
- С 5 апреля 1912 — полковник.
- С 20 мая 1917 — генерал-майор.
- С 7 января 1920 — генерал-лейтенант.

## Награды
- орден «За храбрость» 2-й и 3-й степеней, 1-го класса, 3-й степени, 2-го класса
- орден святого Александра 5-й степени без мечей.
- орден «За военные заслуги» 1-й, 3-й степеней, 5-го класса.
- медаль «За военные заслуги» (Турция).
- серебряная медаль «Лиякат» (Турция).